# Ebring
Ebring (prononcé [ebʁɛ̃] ; également orthographié Ébring) est une ancienne commune française du département de la Moselle. Elle est rattachée à celle de Tenteling depuis 1811.

## Toponymie
En allemand : Eberingen.
Anciennes mentions : Evring (1551) ; Everingen (1682) ; Evering (1684) ; Ebringen (1751) ; Ebering (cartes de Cassini et de l'État-major) ; Ebring (1793) ; Ebering (1801),.

## Histoire
Dépendait de la seigneurie de Lixing-lès-Rouhling en 1682. Était une annexe de la paroisse de Tenteling (archiprêtré de Saint-Arnuald).
La commune d'Ebring fut réunie à celle de Tenteling par décret du 2 décembre 1811.

## Démographie
| 1800 | 1806 |
| ---- | ---- |
| 164  | 179  |

## Lieux et monuments
- Chapelle Saint-Joseph.